# Артижан (Јужна Дакота)
Артижан (енгл. Artesian) град је у америчкој савезној држави Јужна Дакота.

## Демографија
По попису из 2010. године број становника је 138, што је 19 (-12,1%) становника мање него 2000. године.
| Група             | 2000.       | 2010.       |
| Белци             | 151 (96,2%) | 121 (87,7%) |
| Афроамериканци    | 0 (0,0%)    | 0 (0,0%)    |
| Азијати           | 0 (0,0%)    | 1 (0,7%)    |
| Хиспаноамериканци | 6 (3,8%)    | 8 (5,8%)    |
| Укупно            | 157         | 138         |